# Parascorpaena mossambica
Parascorpaena mossambica (лат.) — вид морских лучепёрых рыб из подсемейства Scorpaeninae семейства скорпеновых.
Длина тела до 12 см. В спинном плавнике 12 жестких и 9 мягких лучей. В анальном плавнике 3 жестких и 5 мягких лучей. Надглазные выросты хорошо развиты.
Обитают на коралловых рифах в тропических водах Тихого и Индийского океанов. От Восточная Африка до островов Общества, на север до островов Идзу, на юг до Австралии. Известны по всей Микронезии. Образцы из Тихого океана, которые в настоящее время считаются P. mossambica, скорее всего, являются P. armata (H. Motomura, неопубликованные данные). Название P. mossambica остается в силе для особей из Индийского океана.
Встречаются в местах со смешанным песком и галькой на рифовых отмелях, в мелководных лагунах и протоках. Днем прячутся, ночью появляются на открытых местах. Ведут одиночный образ жизни.
Ядовитые рыбы. Промыслового значения не имеют
.